# Azione di reintegrazione
L'azione di reintegrazione, o spoglio, nell'ordinamento giuridico italiano, rientra nella categoria delle azioni a difesa del possesso, ad essa è legittimato chiunque sia stato con violenza, anche non fisica, oppure occultatamente spogliato del possesso ed è volta ad ottenere la reintegrazione nel possesso stesso.
È regolata dall'articolo 1168 del codice civile italiano.

## Caratteristiche
Legittimato all'azione non è solamente il possessore ma anche il detentore qualificato, che non detiene, cioè, per ragioni di servizio o di ospitalità o di amicizia. 
Stante che l'intenzione (o animus spoliandi) non si può accertare, essendo un elemento psichico interno: si dice che questo elemento sussiste oggettivamente, per il fatto che la privazione del possesso è stata arbitraria. L'azione deve essere iniziata entro il termine di decadenza di un anno dallo spoglio, se violento, ovvero dal giorno della scoperta di esso, se clandestino.
L'azione di reintegrazione è il superamento con un istituto democratico di quanto previsto durante il regime fascista dalla Carta del Lavoro, e prima ancora dalla Carta del Carnaro: che si limitavano ad una previsione di <<il risarcimento dei danni in caso di errore giudiziario o di abuso di potere>>.

## Nel diritto del lavoro
La legge italiana prevede che il giudice possa ordinare la reintegrazione nel posto di lavoro dei dipendenti licenziati illegittimamente. L'accertamento giudiziale della illegittimità del licenziamento ed il conseguente ordine di reintegrazione ripristinano integralmente tutte le condizioni preesistenti al licenziamento. Solo se tale adempimento si renda impossibile, per cause non imputabili al datore di lavoro, possono essere adottate quelle modifiche che assicurino comunque il ripristino del rapporto illegittimamente risolto (es. esercizio dello "ius variandi").
Il licenziamento è illegittimo e la reintegrazione possibile se è discriminatorio, nelle aziende di qualsiasi dimensione; se è privo di giusta causa o giustificato motivo, oggettivo o soggettivo, nelle aziende che hanno più di 15 dipendenti. Il lavoratore licenziato si presenta in azienda con l'ordine di reintegrazione del giudice; in caso di inadempienza del datore (non è lasciato entrare all'ingresso, la postazione di lavoro non è più presente o è occupata da altra risorsa), il lavoratore non può chiedere al giudice l'esecuzione forzata in azienda, in quanto é pacificamente riconosciuto dalla giurisprudenza che il reintegro non è coercibile. Resta comunque dovuta la retribuzione prevista al prestatore di lavoro.
In una fase iniziale, la reintegrazione consisteva nell'effettivo rientro del licenziato nella precedente postazione di lavoro (catena di montaggio, ufficio, macchina utensile, ecc.) con relative attrezzature (es. computer con software di lavoro) e mansioni, oltre alla retribuzione complessiva globale di fatto. 

Per un quadro o dirigente, la reintegrazione comprendeva il ripristino del potere direttivo e organizzativo su eventuale personale dipendente, budget da gestire, deleghe, poteri autorizzativi, procure ad acquistare o vendere per conto dell'azienda, autonomia di orario e movimento per sé e i collaboratori, nei limiti dei regolamenti interni.
La reintegrazione significava il concreto ripristino dei diritti e obblighi del lavoratore, in termini di continuità operativa, occupazionale e contrattuale. 

In particolare dagli anni 2000, dopo l'introduzione della flessibilità nel mercato del lavoro, non sono mancati episodi in cui il datore pagava regolarmente la retribuzione, chiedendo al lavoratore di non presentarsi in azienda; ovvero che l'esecuzione si limitasse a un mero ingresso nel perimetro aziendale, dove il datore collocava il licenziato in luoghi distanti dalla sede operativa, senza alcun compito.

### Principi e orientamenti giurisprudenziali
La possibilità di reintegrazione nel posto di lavoro trova fondamento nella Carta Sociale Europea:
a) il diritto dei lavoratori di non essere licenziati senza unvalido motivo legato alle loro attitudini o alla loro condotta o basato sulle necessità di funzionamento dell’impresa, dello
stabilimento o del servizio;
b) il diritto dei lavoratori licenziati senza un valido motivo, ad un congruo indennizzo o altra adeguata riparazione.»
(art. 24)
La possibilità di reintegrazione nel posto di lavoro, anche attraverso esecuzione forzata, deriva da varie norme di prassi consolidata:

- ripristino del possesso sottratto in modo illegittimo, e quindi come garanzia della proprietà o dei diritti vantati verso terzi;
- un atto o patto dichiarato nullo non può produrre effetti, verso le parti e verso terzi, e pertanto la legge deve ripristinare fra le parti contraenti le condizioni preesistenti l'atto di licenziamento illegittimo, secondo quanto pattuito dal contratto di lavoro, oppure, per quanto non specificato, secondo quanto stabilito dalla legge.

Da più parti, si solleva un'obiezione di illegittimità o almeno di incoercibilità delle reintegrazioni nel posto di lavoro, non essendo il posto e la sede di lavoro qualificabili come un possesso ovvero un diritto di proprietà, sebbene derivanti dagli obblighi di un contratto individuale di lavoro, e attribuendo il codice civile il potere direttivo e organizzativo dell'azienda in via esclusiva al datore-committente. 

La coercibilità riguarderebbe le sole obbligazioni di non facere, che non richiedono la partecipazione attiva della parte soccombente. 

Più difficile, sembrerebbe la coercibilità degli obblighi di fare, ovvero evitare che l'esecuzione della reintegrazione si riduca al mero ripristino della retribuzione precedente il licenziamento illegittimo, e riguardi anche il ripristino delle condizioni contrattuali per quanto attiene l'obbligatorietà della prestazione lavorativa. Tuttavia, nelle realtà di dimensioni medio-grandi il potere organizzativo, direttivo e disciplinare sono distribuiti tra molteplici figure dirigenziali relativamente autonome, e pertanto diventa più concreta la possibilità di trovare nella stessa azienda al lavoratore licenziato un impiego diverso ed equivalente a quello venuto a mancare.

Una orientamento giurisprudenziale ritiene il potere organizzativo e direttivo una competenza esclusiva dell'imprenditore, non sindacabile dal giudice: tuttavia, tutti gli ordinamenti europei, oltre a prevedere la reintegrazione in casi determinati (o come primo rimedio a un licenziamento illegittimo), contemplano la possibilità del giudice di ordinare l'impiego del lavoratore in mansioni differenti. Tale possibilità è presente anche nel Regno Unito (reengagement), in uno degli ordinamenti meno restrittivi in materia di licenziamento.
È possibile una distinzione fra coercibilità a priori e coercibilità a fortiori, per le obbligazioni di fare. Se è concretamente difficile l'esecuzione forzata di un obbligo di fare che ha come condizione necessaria la partecipazione attiva della parte soccombente, nulla osta all'applicazione di sanzioni, anche penali pecuniarie e detentive, successive ad una condotta in violazione di un ordine giudiziale. Il valore deterrente della pena, unito alla revoca delle sanzioni per chi "si mette in regola", rappresentano una forma di coercizione a posteriori

Tale distinzione esiste già implicita in varie norme dell'ordinamento, anche nel diritto del lavoro, laddove prevedono multe e carcere (raramente applicato) per interruzione di pubblico servizio a quanti praticano uno sciopero in violazione di un'ordinanza di precettazione (relative, appunto, delle sanzioni successive a un obbligo di fare). 
Oltre a una questione pur sempre attuale di autorevolezza degli organi che esercitano il potere giudiziario, vale -come rilevato dalla Cassazione- la necessità primaria di garantire al cittadino l'effettività della tutela giurisdizionale.

In alcuni Paesi, il datore può optare per un indennizzo economico, senza penalità alcuna, anche dopo l'ordine di reintegrazione, che può rifiutarsi di eseguire. Se un provvedimento giudiziale non può essere coercitivo, diviene di utilità scarsa o nulla, non è un ordine, e potrebbe a quel punto, prima della conclusione del procedimento, essere direttamente sostituito da provvedimenti di altra natura o da un accordo tra le parti. 
È tuttavia possibile fra le parti accordarsi diversamente con delle clausole compromissorie in un contratto di lavoro individuale certificato.

### Onere della prova
Con sentenza 10.01.2006 n° 141 della Cassazione Sezioni Unite, è stato stabilito che spetta al datore prova la sussistenza del requisito dimensionale dei 15 dipendenti, e più in generale di una sopravvenuta impossibilità di reintegrazione del lavoratore licenziato, per la non-applicazione dell'articolo 18.

La prima sentenza in questo senso aveva affermato che era eccessivo attribuire al lavoratore tale onere probatorio (Cassazione 1815/1993).

## Nel diritto ambientale
In materia di danno ambientale, il D. Lgs. n. 152/2006 afferma che "qualsiasi azione o omissione commessa in violazione di legge, di regolamento o di provvedimento amministrativo che provochi un danno all'ambiente, alterandolo, deteriorandolo o distruggendolo in tutto o in parte obbliga il suo autore al ripristino della precedente situazione e, in mancanza, al risarcimento nei confronti dello Stato".
Il "ripristino della precedente situazione" è identificato dalla lettera della legge come la soluzione elettiva rispetto alla quale la pratica risarcitoria della monetizzazione dei diritti soggettivi assume carattere residuale e di extrema ratio. La parola "mancanza", per quanto ambigua, non potrebbe essere infatti riferita alla libera determinazione del singolo di disattendere e ignorare un ordine della pubblica autorità, commettendo un fatto di rilevanza penale.

L'obbligazione di ripristino dello stato dell'ecosistema antecedente alla manifestazione del danno non riguarda solamente in senso statico la presenza di tutti gli elementi organici e inorganici e il ritorno alla presenza delle medesime condizioni dispositive e/o necessarie alla vita, ma anche il ripristino della presenza di tutte le specie animali e umane viventi che popolavano l'ecosistema, in termini sia di biodiversità che di numerosità e di densità abitativa e spazio vitale disponibili individualmente, sia di aspettative di vita media che di possibilità di nutrimento, interazione reciproca e riproduzione attingendo alle risorse naturali del bene demaniale comune (status quo ante). 
Se la parola "mancanza" non allude alla libertà dei singolo a proprio libro piacimento, la norma non esemplifica e nemmeno fissa in linea teorica di principio una distinzione fra fattori e contesti di tipo coercibile e di tipo non coercibile, eventualmente delegando alla giurisprudenza successiva il compito di tipizzarli. 
Diversamente, la legge lascerebbe al singolo delinquente due possibilità di scelta ampiamente discrezionali e tra loro diverse: porre fine all'esercizio dei diritti di proprietà e/o degli altri diritti reali di godimento che insistevano sul bene danneggiato, ovvero prorogare indefinitamente lo status quo ante pagando un indennizzo economico al proprietario e agli eventuali usufruttuari danneggiati.
Inoltre, un territorio potrebbe essere danneggiato ad un livello di inquinamento e contaminazione dell'aria, dei terreni, delle falde acquifere e dei corsi d'acqua e delle specie animali e umane che li popolano, tali da ridurre la qualità e la durata della vita media, le condizioni di fertilità maschile e femminile, le possibilità di riproduzione e di sopravvivenza stessa dell'etnia che vive al suo interno. Tutto ciò, permetterebbe una lenta e inesorabile deportazione di massa di una minoranza etnica, senza alcuna forma di coercizione fisica per obbligarla ad allontanarsi dalla zona storica di residenza.
La concreta e presunta incoercibilità della reintegrazione nel posto di lavoro a favore dei dipendenti licenziati ingiustamente è stato uno degli elementi fondamentali sollevati nell'ambito della dottrina giuslavoristica per cancellare la parola "reintegrazione" dai testi legislativi, affermando l'indennizzo economico come principio generale della risoluzione unilaterale dei contratti di lavoro.

In contrario, nel diritto ambientale, non viene presa in esame l'incoercibilità dell'obbligazione di ripristino/reintegrazione del portatore di diritti illegittimamente lesi dalla parte obbligata. Ciò vale sia che si tratti della natura intesa come portatrice di soggettività giuridica riconosciuta come diritto di rango costituzionale, oppure del caso di una popolazione non stanziale che dimorava in un territorio del demanio dello Stato.
La stessa previsione dell'opzione economica risarcitorio nei soli confronti dello Stato significa implicitamente che tale eventualità non è nemmeno contemplata per tutte le altre possibili tipologie di parte lesa, quanto meno per le persone o per la natura delle altre loro possibili forme di vita associata.

## In Francia
Nell'ordinamento francese, la reintegrazione del dipendente nel posto di lavoro è prevista solamente in casi particolari e selezionati e non come regola generale conseguente a un licenziamento illegittimo. Il codice del lavoro francese prevede tale tutela a favore delle donne in stato interessante, dei lavoratori protetti (definiti come delegati sindacali, rappresentanti delle associazioni datoriali, membri degli organi elettivi dell'azienda come il comitato di gestione, il consiglio di fabbrica o il comitato per l'igiene, la salute e sicurezza nel luogo di lavoro) e dei dipendenti affetti da infortuni sul lavoro o da malattie professionali invalidanti.
Nel caso delle donne, il divieto di licenziamento copre anche i permessi di maternità, relativi al parto o all'adozione, a prescindere dal loro effettivo godimento. Ai fini dell'annullamento del licenziamento è necessario e sufficiente produrre un certificato medico rilasciato dalla struttura sanitaria ovvero l'accoglimento di un bambino in stato di adottabilità.
I lavoratori protetti sono ulteriormente tutelati da un rito specifico e speciale che subordina l'ordinaria azione in giudizio al preventivo rilascio di un'autorizzazione al licenziamento da parte dell'Ispettorato del Lavoro statale, atto qualificato come di natura amministrativa. Tali licenziamenti sono annullati non solo per motivi di merito, ma per un qualsiasi vizio procedurale determinato dall'inosservanza dei passaggi previsti dal rito. Restano esclusi dal perimetro di applicazione:
- il licenziamento individuale o collettivo per motivi economici;
- la riclassificazione di un contratto individuale di lavoro irregolare e a tempo determinato, conseguente all'accertamento da parte dell'autorità pubblica dell'esistenza di un sottostante rapporto a tempo indeterminato.

Nel caso di infortuni e malattie professionali, il licenziamento è legittimo e ammissibile solamente nel casoin cui il datore dimostri che lo stato di salute psico-fisica del lavoratore sia stato causato da una causa di forza maggiore, da una situazione extralavorativa o da un "grave errore", assimilabile a una condotta negligente, omissiva o imprudente del lavoratore che sia caratterizzata da dolo o colpa grave.
La reintegrazione consiste in via prioritaria nel ripristino della situazione lavorativa antecedente all'intimazione del licenziamento. Altrimenti, il lavoratore ingiustamente licenziamento ha il diritto ad essere inserito in una posizione lavorativa equivalente in termini di remunerazione economica, qualifica e prospettive di crescita professionale. Tuttavia, la giurisprudenza ammette casi eccezionali di impossibilità del reintegro..
Per molti anni, i dipendenti messi a disposizione di una controllata di una società francese, che svolgevano la loro prestazione lavorativa all'estero (per trasferimento, distacco o per un nuovo rapporto di lavoro con la controllata), conservavano il diritto nei confronti della casa madre al rimpatrio e ad ottenere un nuovo lavoro compatibile con l'importanza delle funzioni precedentemente assunte al suo interno. Le sentenze della Corte di Cassazione del 30 marzo e del 7 dicembre 2011 hanno notevolmente modificato l'obbligazione datoriale di riclassificare il contratto di lavoro, reintepretando il termine "funzione" presente nel codice del Lavoro con la nuova nozione di "competenze" acquisite dal lavoratore, decisamente più ampia e discrezionale, nonché priva di limitazioni temporali e geografiche.
Non sono in generale previste forme di esecuzione coercitiva dell'ordine giudiziale di reintegrazione. Se il datore ignora un provvedimento del tribunale, la sua condotta può essere complessivamente assimilata dal giudice ad un licenziamento senza causa reale e seria (cause réelle et sérieuse), fatto che lo espone al pagamento di un'indennità risarcitoria particolarmente onerosa.

Ad essa si somma anche l'obbligo di pagare una somma priva di massimale di legge, determinata da tutte le mensilità di retribuzione che il dipendente avrebbe percepito dal licenziamento fino alla rinuncia al reintegro e all'implicita accettazione della risoluzione contrattuale.